# Merak (Bután)
Merak es una pequeña aldea al este de Bután, en el distrito de Trashigang. Esta aldea tiene unos 800 habitantes y está a unos 3000 metros de altitud. Está rodeada por bosques de coníferas. Los habitantes son de la etnia brokpa. La economía está basada en la tala de árboles y el ordeño del yak.
- Datos: Q4302655